# Oberleitungsbus Chimki
| Oberleitungsbus Chimki                                 | Oberleitungsbus Chimki |
| ------------------------------------------------------ | ---------------------- |
| ZiU-9 (ZiU-682G-016) 0022 auf dem Prospekt Mira (2011) |                        |
|                                                        |                        |
|                                                        |                        |

Der Oberleitungsbus Chimki ist das wichtigste innerstädtische Verkehrsmittel der Stadt Chimki in der russischen Oblast Moskau. Zudem besteht mit ihm eine Verbindung nach Moskau. Eine Verbindung mit dem mittlerweile eingestellten Moskauer Oberleitungsbussystem bestand jedoch nie.

## Geschichte
1994 wurde in der direkt an Moskau angrenzenden Großstadt Chimki mit dem Bau der ersten Obuslinie begonnen. Sie sollte vom Bahnhof Chimki zu neuen Wohngebieten im Westen führen. 1995 mussten die Bauarbeiten aus finanziellen Gründen vorübergehend eingestellt werden. Am 24. April 1997 wurde dann die Linie 1 zwischen ul. Pobedy und ul. Druschby eröffnet. Nahe der westlichen Endhaltestelle ul. Druschby wurde der Betriebshof errichtet.
Am 5. Oktober 1999 fiel die Entscheidung für eine Erweiterung des Obusnetzes über die Stadtgrenze hinaus. Hierbei stand die Anbindung des Moskauer Stadtteils Kurkino im Vordergrund. Dieser grenzt westlich unmittelbar an Chimki an. Kurkino sollte über Chimki mit der Station Planernaja der Moskauer Metro verbunden werden. Eine Verbindung zum Moskauer Obusnetz war nicht vorgesehen, der Betrieb sollte von Chimki aus durchgeführt werden. 2000 sollte als erster Abschnitt die Verbindung zur Metrostation gebaut werden, 2002 die Fortsetzung von Chimki nach Kurkino. Am 22. September 2001 wurde die Strecke zur Station Planernaja der Moskauer Metro (Tagansko-Krasnopresnenskaja-Linie) eröffnet. Hierfür wurde die neue Obuslinie 2 von der ul. Druschby zur Metrostation Planernaja eingeführt. Um Verwechslungen mit innerstädtischen Moskauer Linien zu vermeiden, erhielt sie 2005 die Liniennummer 22 und wurde bald darauf erneut umbenannt, seitdem verkehrt sie unter der Nummer 202.
Am 7. September 2006 wurde die Linie 1 am nordöstlichen Ende von der ul. Pobedy zum Stadion „Rodina“ verlängert. Am 2. September 2009 wurde die Linie 203 eingerichtet, sie verkehrt zwischen Stadion „Rodina“ und der Metrostation Planernaja. Die Wendemöglichkeit an der ul. Pobedy blieb erhalten, zudem besteht noch eine weitere Wendeschleife am Bahnhof Chimki. Beide werden planmäßig nicht benutzt.
Die Verbindung nach Kurkino wurde bisher nicht gebaut, das Projekt wird derzeit nicht weiterverfolgt.

## Fahrzeuge
In Chimki kamen und kommen ausschließlich ZiU-9 (ZiU-682) verschiedener Unterbauarten sowie Nachbauten dieses Typs zum Einsatz. Bereits vor der Eröffnung des Obusbetriebs standen für Probefahrten zwei ZiU-682V des Baujahrs 1987 mit den Nummern 0001 und 0002 zur Verfügung, die zuvor in Moskau im Einsatz gestanden hatten und die in Wologda einer Generalreparatur unterzogen worden waren. Zur Betriebseröffnung wurden fünf Obusse des weißrussischen Typs AKSM-101A (АКСМ-101А), ein nur geringfügig modifizierter Nachbau des ZiU-9, geliefert; sie erhielten die Nummern 0003 bis 0007. 1998 kam noch der AKSM-101PS (АКСМ-101ПС) 0008, ebenfalls ein modifizierter ZiU-9-Nachbau, hinzu. Ebenfalls 1998 wurden noch die ZiU-682G-012 (ЗиУ-682Г-012) 0009 bis 0011 geliefert.
Zur Eröffnung der Linie 2 kamen 2000 bis 2001 13 weitere Fahrzeuge hinzu, alle vom Typ ZiU-682G, sie wurden als 0012 und 0014 bis 0025 nummeriert (die Nummer 0013 wurde auch nachfolgend nie belegt). 2002 wurden noch die ZiU-682G-016 0026 und 0027 ergänzt, noch im selben Jahr begann bereits der Ersatz der ersten Generation, daher wurden zwei ZiU-682G-016 als 0001 und 0002 eingereiht. 2003 und 2004 wurden dann auch die Neufahrzeuge der Erstausstattung sowie Obus 0012 durch neue ZiU-682G-016 ersetzt, sie hatten somit eine Lebensdauer von nur drei bis sieben Jahren. 2005 bis 2009 wurden dann auch die Obusse 0014 bis 0027 durch ZiU-682G-016 gleicher Betriebsnummer ersetzt sowie der Bestand durch den Obus 0028 erweitert.
Ebenfalls noch 2009 begann bereits die Beschaffung der dritten Fahrzeuggeneration als Ersatz der ab 2002 gelieferten Obusse. Ab diesem Zeitpunkt wurden ZiU-682G-016 mit der neu gestalteten Front des Typs ZiU-682G-016.02 bis .05 geliefert. Bis 2011 wurden insgesamt zwölf Obusse dieses Typs mit den Nummern 0001 bis 0011 und 0014 in Betrieb genommen, die jeweils die Fahrzeuge gleicher Nummer aus der Vorgängergeneration ersetzten. 2012 gelangte unter der Nummer 0012 ein ZiU-682 KR Iwanowo (ЗиУ-682 КР Иваново, die Bezeichnung bezieht sich auf eine Großreparatur in Iwanowo) zum Einsatz, er entstand aus dem ausgemusterten Vorgängerfahrzeug gleicher Nummer. Im Dezember 2013 kamen erstmals Niederflurobusse nach Chimki, zwei Wagen des Typs Trolsa 5625 Megapolis sind seitdem im Einsatz. Sie erhielten die Nummern 0029 und 0030, bis Anfang 2014 wurden keine älteren Obusse dafür ausgemustert.
Anfang 2014 waren somit 29 Obusse im Bestand, von denen der älteste aus dem Jahr 2005 stammte.

## Betrieb
Der Obusbetrieb in Chimki wird von MUP Chimkieletrotrans durchgeführt. Diese Gesellschaft betreibt auch einige Omnibuslinien in Chimki.
In Chimki verkehren drei Obuslinien:
Linie 1
ul. Druschby – Stadion „Rodina“
Linie 202
ul. Druschby – Metro Planernaja
Linie 203
Stadion „Rodina“ – Metro Planernaja
Die Linien 1 und 202 verkehren zur Hauptverkehrszeit etwa alle fünf Minuten. Linie 203 verkehrt nur alle zwölf Minuten, in Zeiten schwächeren Verkehrs auch nur mit zwei Fahrten je Stunde.

## Bilder

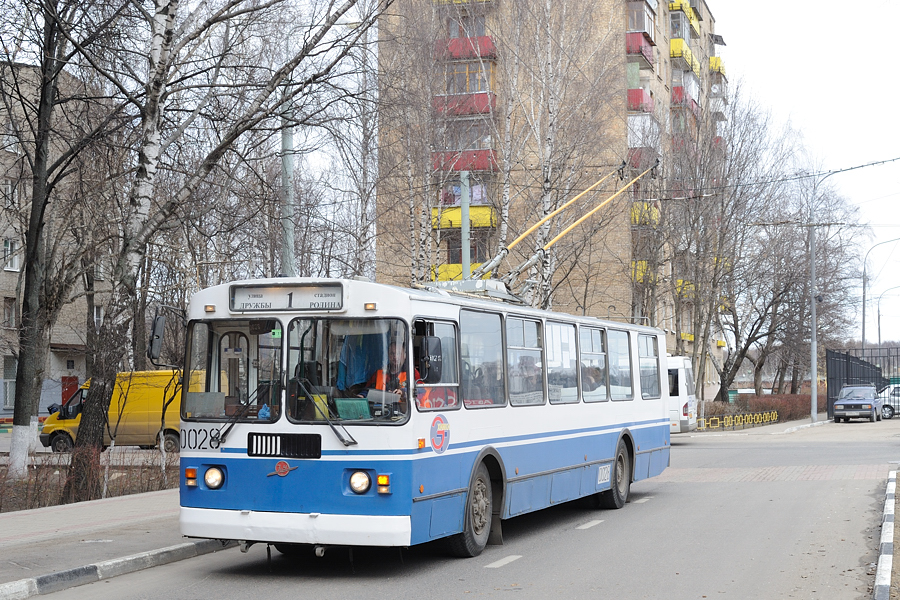
ZiU-9 (ZiU-682G-016) 0028 an der Endhaltestelle „Stadion Rodina“ (2011)

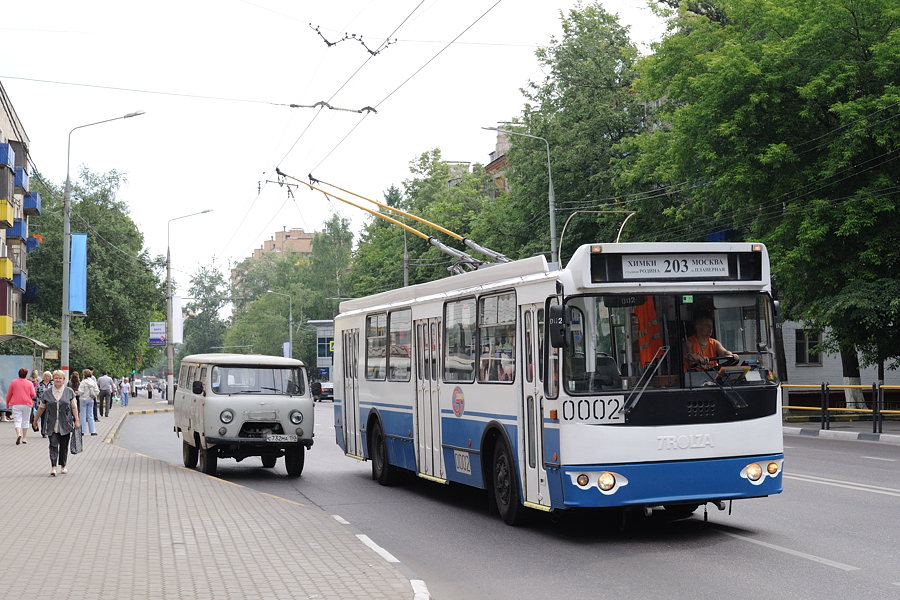
ZiU-9 (ZiU-682G-016) 0002 auf dem Jubileini Prospekt (2011)

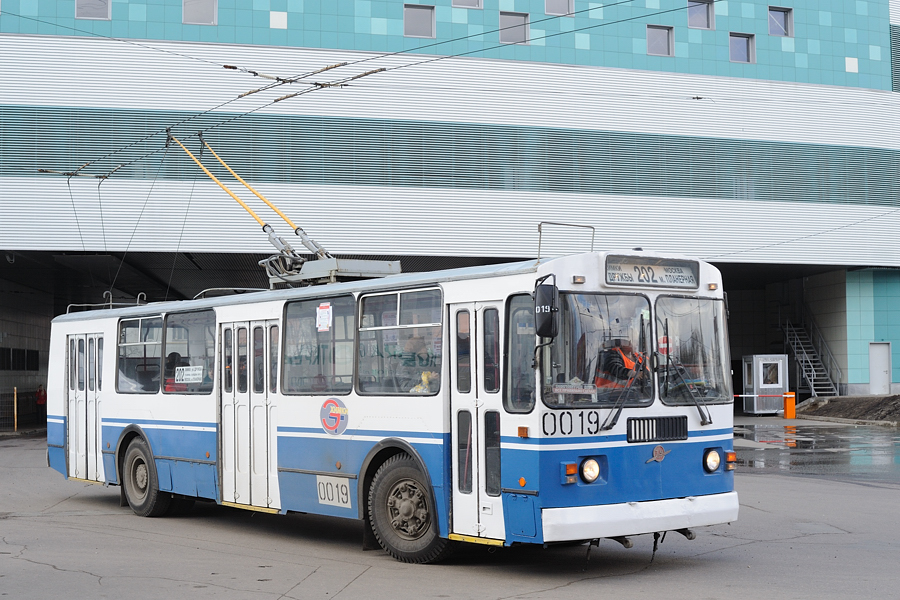
ZiU-9 (ZiU-682G-016) 0019 in Moskau an der Endhaltestelle „Metro Planernaja“ (2011)